# Bolsa de Bruxelas

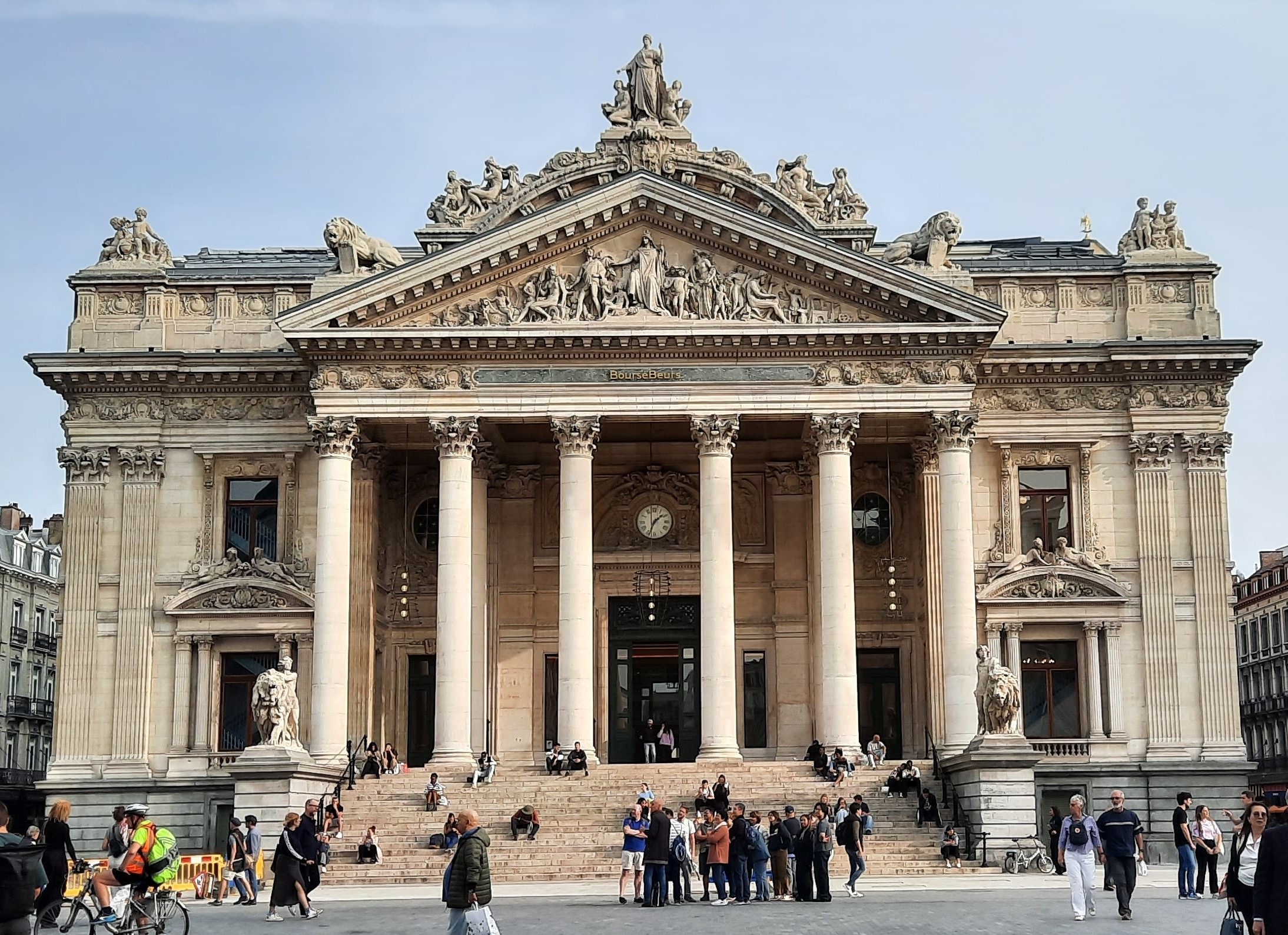
Bolsa de Bruxelas

A Bolsa de valores de Bruxelas (BSE) foi fundada em Bruxelas (Bélgica) por decreto napoleónico em 1801. A 22 de setembro de 2000, a Bolsa de Bruxelas fundiu-se com a Bolsa de Paris e a Bolsa de Amsterdão para formar Euronext, a primeira bolsa de valores paneuropeia para ações e derivados, sendo nomeada Euronext Bruxelas. O índice mais popular da Bolsa de Bruxelas é o BEL 20.

## O edifício
Erigido sobre a avenida de Anspach entre 1868 e 1873 segundo os planos do arquiteto León-Pierre Suys, o edifício da Bolsa incluiu-se no programa de saneamento ambiental e embelecimento da cidade, canlização do rio Senne e a criação de avenidas no centro de Bruxelas. Em plena expansão económica, este edifício imponente vinha a responder à necessidade essencial de um lugar onde realizar as transações comerciais. Ocupa a localização do antigo mercado da manteiga, que a sua vez se levantava sobre os restos do antigo convento de recoletos. O edifício ecléctico une grandeza e fantasia, e combina elementos de estilo neorrenacentista e Segundo Império, com uma explosão de adornos e esculturas de artistas famosos como um jovem Auguste Rodin.